# Susie Wolff
Susie Wolff (született Suzanne Stoddart, Oban, Egyesült Királyság, 1982. december 6. –) skót autóversenyzőnő. Gokartozással kezdte, majd 2002 és 2004 között a brit Formula Renault bajnokságban versenyzett, majd 2005-ben a brit Formula 3 szériában versenyzett. 2006-tól 2012-ig a német túraautó bajnokságban versenyzett a Mücke Motorsport és a Persson Motorsport színeiben egy Mercedesszel. 2012-től a Williams F1 tesztpilótája.
Ermatingenben, Svájcban él férjével, Toto Wolff-fal, a Mercedes AMG F1 ügyvezető igazgatójával. 2011 októberében házasodtak össze. 2018 decembere óta a Venturi Formula–E csapatfőnöke.

## Pályafutása

### Gokart
1996-ban kezdett gokartozni, ebben az évben őt választották az év legjobb brit női gokartversenyzőjének. 1997-ben már számos kategóriában indult, elsőként végzett a 24 órás közel-keleti gokart bajnokságban és a skót Open Junior Intercontinental "A" kategóriában is. Ismét megválasztották ebben az évben az év legjobb brit női gokartversenyzőjének. 1998-ban már a brit Junior Intercontinental "A" bajnokságban versenyzett, első szezonjában az összesítésben a 10. helyen végzett. Versenyzett még a Federation Cup European Intercontinental "A" bajnokságban, itt a 11. helyen végzett összesítésben. 1998-ban már a harmadik egymást követő évben választották meg az év legjobb brit női gokartversenyzőjének.
1999-ben a brit Formula "A" bajnokságban versenyzett, itt a 13. helyen végzett az összesítésben. Ebben az évben a 34. helyen végzett a Formula "A" világbajnokságban, és újra megválasztották a legjobb brit női gokartversenyzőnek. 2000-ben javított korábbi teljesítményén, a brit Formula "A" bajnokságban a 10. lett, a Formula "A" világbajnokságban pedig a 15. helyen végzett, és ebben az évben megválasztották a világ legjobb női gokartversenyzőjének.

### Formula Renault (2001-2004)
2001-ben a gokartról áttért a formaautózás világába. A Formula Renault Winter Seriesben versenyzett a Motaworld Racing csapatban. 2002-ben debütált a brit Formula Renault bajnokságban a DFR Racinggel, de versenyzett még a Formula Renault Winter Seriesben is, ugyancsak a Motaworld Racing csapattal. 2003-ban a brit Formula Renault bajnokságban összességében a 9. helyen végzett, és szerzett egy dobogós helyezést is.
2004-ben a harmadik szezonját teljesítette a brit Formula Renault bajnokságban, ezúttal már a Comtec Racingnél versenyzett, összesítésben az 5. helyen végzett, 3 alkalommal végzett dobogós helyen ebben az évben.

### Formula 3 (2005)
2005-ben Wolff a brit Formula 3-as sorozatban versenyzett az Alan Docking Raacingnél, de nem tudta befejezni a szezont egy bokasérülés miatt. Egy alkalommal ebben az évben versenyzett a brit Porsche Carrera Kupában, Brands Hatchben júniusban.

### DTM (2006-2012)
2006-ban áttért a túraautózásra, a DTMben indult a Mücke Motorsport színeiben egy Mercedesszel. Legjobb helyezése az évadzáró hockenheimi futamon elért 9. hely.
2007-ben szintén a Mücke Motorsporttal indult, legjobb helyezése a mugellói futamon elért 10. helye volt.
2008-ban a Persson Motorsporthoz szerződött, de ugyanúgy egy Mercedesszel indult a versenyeken. Legjobb helyezése szintén egy 10. hely volt, ezúttal a norisringi futamon.
2009-ben a legjobb helyezése két 10. hely volt a norisringi és az oscherslebeni futamon.
2010-ben megszerezte DTM-es pályafutása első pontjait, a lausitzringi és a második hockenheimringi futamon elért 7. helyezéseivel. Összességében a 13. helyen zárt ez évben 4 ponttal.
2011-ben már nem szerepelt ilyen jól, legjobb helyezése a valenciai futamon szerzett 11. hely volt.
2012-ben a legjobb helyezése két 12. hely volt az évadnyitó hockenheimi és a zandvoorti versenyen.
2013-tól nem indul a sorozatban, mivel a Persson Motorsport kiszállt a bajnokságból, így számára nem jutott már hely a kategóriában.

### Formula–1

#### Williams (2012–2015)
2012. április 11-től Susie Wolff a Williams tesztpilótája. 2013-ban Silverstoneban lehetőséget kapott a csapattól a Fiatal Pilóták Tesztjén.

## Eredményei

### Teljes DTM eredménylista
(Táblázat értelmezése)

(Félkövér: pole-pozícióból indult; dőlt: leggyorsabb kört futott) 

| Év   | Csapat             | Autó                       | 1       | 2      | 3       | 4       | 5       | 6      | 7      | 8      | 9      | 10       | 11      | Helyezés | Pont |
| ---- | ------------------ | -------------------------- | ------- | ------ | ------- | ------- | ------- | ------ | ------ | ------ | ------ | -------- | ------- | -------- | ---- |
| 2006 | Mücke Motorsport   | AMG-Mercedes C-Klasse 2004 | HOC1 10 | LAU 15 | OSC 15  | BRH 16  | NOR 14† | NÜR Ki | ZAN 12 | CAT 15 | BUG 13 | HOC2 9   |         | 17.      | 0    |
| 2007 | Mücke Motorsport   | AMG-Mercedes C-Klasse 2006 | HOC1 Ki | OSC 16 | LAU 12  | BRH 16  | NOR 16  | MUG 10 | ZAN 17 | NÜR 18 | CAT Ki | HOC2 14  |         | 20.      | 0    |
| 2008 | Persson Motorsport | AMG-Mercedes C-Klasse 2007 | HOC1 16 | OSC 14 | MUG 15  | LAU 17† | NOR 10  | ZAN 15 | NÜR 12 | BRH 19 | CAT Ki | BUG 12   | HOC2 Ki | 18.      | 0    |
| 2009 | Persson Motorsport | AMG-Mercedes C-Klasse 2008 | HOC1 Ki | LAU 11 | NOR 10  | ZAN 11  | OSC 10  | NÜR 11 | BRH 13 | CAT 15 | DIJ 14 | HOC2 16† |         | 16.      | 0    |
| 2010 | Persson Motorsport | AMG-Mercedes C-Klasse 2008 | HOC1 11 | VAL 10 | LAU 7   | NOR 15  | NÜR Ki  | ZAN 15 | BRH Ki | OSC 10 | HOC2 7 | ADR 14   | SHA 11  | 13.      | 4    |
| 2011 | Persson Motorsport | AMG-Mercedes C-Klasse 2008 | HOC1 12 | ZAN 12 | SPL 13  | LAU Ni  | NOR 13  | NÜR 14 | BRH 14 | OSC Ki | VAL 11 | HOC2 15  |         | HN**     | 0    |
| 2012 | Persson Motorsport | AMG Mercedes C-Coupé       | HOC1 12 | LAU 21 | BRH 20† | SPL 14  | NOR Ki  | NÜR 17 | ZAN 12 | OSC Ki | VAL 13 | HOC2 13  |         | HN**     | 0    |

- † — Bár kiesett a versenyből, de mivel a verseny 90%-át teljesítette, ezért értékelték a helyezését.
  - HN - helyezés nélkül

### Teljes Formula–1-es eredménysorozata
(Táblázat értelmezése)

(Félkövér: pole-pozícióból indult; dőlt: leggyorsabb kört futott) 

| Év   | Csapat   | 1   | 2   | 3   | 4   | 5      | 6   | 7   | 8   | 9      | 10     | 11  | 12  | 13  | 14  | 15  | 16  | 17  | 18  | 19  | Helyezés | Pont |
| ---- | -------- | --- | --- | --- | --- | ------ | --- | --- | --- | ------ | ------ | --- | --- | --- | --- | --- | --- | --- | --- | --- | -------- | ---- |
| 2014 | Williams | AUS | MAL | BHR | CHN | ESP    | MON | CAN | AUT | GBR Tp | GER Tp | HUN | BEL | ITA | SIN | JPN | RUS | USA | BRA | UAE | –        | –    |
| 2015 | Williams | AUS | MAL | CHN | BHR | ESP Tp | MON | CAN | AUT | GBR Tp | HUN    | BEL | ITA | SIN | JPN | RUS | USA | MEX | BRA | UAE | –        | –    |

* A szezon jelenleg is zajlik.